# Marquesado de Cirella
El marquesado de Cirella es un título nobiliario español, otorgado el 29 de septpiembre de 1618 en el Reino de Nápoles por el rey Felipe III, a favor de Antonio Manrique Enríquez de Guzmán y Córdoba, caballero de la Orden de Santiago.
A la muerte del primer titular, cayó la dignidad nobiliaria en el olvido hasta ser rehabilitada en 1926 por Alfonso XIII en favor de una descendiente del mismo, María del Rosario Díez de Rivera y Figueroa, hija del v conde de Almodóvar, grande de España. El título está vacante desde que el último titular, Jorge Juliá y Díez de Rivera, se suicidó tras asesinar a su esposa el 6 de junio de 2021. Su hijo, William George Juliá Travers, solicitó la sucesión en el marquesado, que le fue concedida el 25 de septiembre de 2023.

## Marqueses de Cirella
|                               | Titular                                       | Periodo                 |
| Creación por Felipe III       | Creación por Felipe III                       | Creación por Felipe III |
| ----------------------------- | --------------------------------------------- | ----------------------- |
| I                             | Antonio Manrique Enríquez de Guzmán y Córdoba | 1618-?                  |
| Rehabilitado por Alfonso XIII |                                               |                         |
| II                            | María del Rosario Díez de Rivera y Figueroa   | 1926-1978               |
| III                           | María Dolores Díez de Rivera y Guillamas      | 1978-1980               |
| IV                            | Jorge Juliá y Díez de Rivera                  | 1980-2021               |
| V                             | William George Julià Travers                  | 2023-actual             |